# Péthidine
La péthidine (dolantine, demerol, anciennement dolosal) est un antalgique opioïde de synthèse, dérivé de la pipéridine, morphinomimétique agoniste pur, classe 3 de l'OMS. En thérapeutique, il est utilisé en intramusculaire sous la forme de chlorhydrate de péthidine. Cet antalgique possède un pouvoir histaminolibérateur. 
L'une de ses particularités est qu'il ne provoque pas de spasme du sphincter d'Oddi comme les autres opiacés et peut donc être utilisée en cas de pancréatite ou d'angiocholite. Il possède des propriétés spasmolytiques, intéressantes pour certaines douleurs viscérales, mais ses effets secondaires ont très fortement réduit son usage. 

## Contre-indications

### Contre-indications absolues
- Tous les IMAO, qu'ils soient non sélectifs, A-sélectifs ou B-sélectifs. Cette association expose à un risque majeur de syndrome sérotoninergique, et d'encéphalopathie sévère, parfois mortelle.
- L'allaitement (des cas de pauses respiratoires et d'hypotonie ont été décrits chez des nourrissons allaités par des mères sous traitement).
- Les états convulsifs.
- Les insuffisances hépato-cellulaires graves.
- Les intoxications éthyliques aiguës, le délirium tremens.
- Les traumatismes crâniens, les hypertensions intra-crâniennes.
- Les nourrissons de moins de 6 mois.
- L'hypersensibilité à la molécule.

### Contre-indications relatives
- Toute prise concomitante d'un composé potentiellement sédatif (alcool, analgésiques, anxiolytiques, antidépresseurs...)
- La grossesse : les études animales n'ont pas permis d'exclure le risque de tératogenèse ; la péthidine n'est donc habituellement pas utilisée par principe de précaution. Sur une grossesse plus évoluée, elle peut être responsable de troubles neuro-comportementaux et de dépression respiratoire.
- La péthidine doit s'utiliser avec prudence devant toute douleur abdominale aiguë ; comme tout antalgique majeur de classe 3, elle risque de masquer un « ventre chirurgical » et retarder d'autant une décision opératoire.
- Patients cardiaques ou à état hémodynamique précaire, en raison des propriétés inotropes négatives.

## Effets indésirables
Les plus fréquents sont la constipation, les nausées, les vomissements ; on note également comme avec tous les antalgiques majeurs, de la somnolence, des impressions vertigineuses, une hypotension orthostatique.
Il existe un risque de rétention urinaire chez les sujets porteurs d'un adénome prostatique.
On décrit des cas d'augmentation de la tension intracrânienne, des états d'excitation, de sédation, des cauchemars, des hallucinations voire des délires.
À noter la présence fréquente de convulsions lors de traitements à long terme.
L'effet indésirable le plus redouté dès la première prise est la dépression respiratoire ; elle existe sous forme modérée aux doses thérapeutiques, mais elle peut être sévère, voire mortelle en cas de surdosage (doses supérieures à 600 mg par jour chez l'adulte).
Lors d'utilisation répétée, on peut noter une accoutumance, dépendance tant physique que psychique ; des cas ont été décrits dès le deuxième ou troisième jour de traitement. Habituellement, cette dépendance s'installe lors de traitements à doses thérapeutiques au bout de une à deux semaines.
À l'arrêt de la prise médicamenteuse, on peut voir apparaître un syndrome de sevrage.
La prise en charge de ces effets secondaires sera faite selon le tableau clinique avec :
- des anticonvulsivants ;
- de la naloxone ;
- une assistance respiratoire.

## Législation
Considérée comme un stupéfiant particulièrement dangereux, la péthidine ne peut être prescrite en France que par période de sept jours (au lieu de 28 jours pour les autres morphiniques). La péthidine n'est pas commercialisée en France en 2024. 